# Нишская крепость
Нишская крепость — крепость в Сербии, находится в городе Ниш.
Первые укрепления в Нише были построены римлянами в виде каструма. В середине II века н. э. каструм был перестроен в каменную крепость. В середине VI века крепость была обновлена, она играла важную роль в обороне владений Византии от набегов славян. В 615 году славяне захватили крепость и заселили город. На протяжении XI—XIII веков город переходил из рук в руки: им владели византийцы, сербы, болгары. В середине XIV века Ниш стал частью Сербского королевства. Крепость была усилена князем Лазарем Хребеляновичем. В 1386 году её впервые захватили турки. В начале XV столетия её на некоторое время вернули сербы, но в 1428 году османская армия вновь захватила крепость.
Османский гарнизон не занимался восстановлением средневековых укреплений, и только в 1690 году, когда город ненадолго заняли австрийцы, в крепости были построены два бастиона. В самом конце XVII века турки в нескольких местах укрепили стены. В 1718 году турецкий гарнизон построил на остатках античных и средневековых укреплений крепость Хисар, а в 1719—1723 гг. перестроили её по типу артиллерийского укрепления, в виде которого она сохранилась до настоящего времени. После возврата города в состав Сербии в 1878 году крепость занял сербский гарнизон. Армия размещалась в ней вплоть до 1950 года, после чего крепость была превращена в исторический памятник и привлекла внимание туристов.
В крепости сохранились остатки зданий из периода Древнего Рима и Византии, средневековые постройки и многочисленные здания, построенные в период Османской империи.